# Canon EOS 300
Le  Canon EOS 300, également appelé EOS Kiss III au Japon, ou EOS Rebel 2000 en Amérique du Nord, est un appareil photographique de marque Canon, commercialisé entre avril 1999 et septembre 2002. Il fait partie de la gamme Canon EOS.

## Caractéristiques
Conçu sous la direction de Yasuhiro Morishita, cet appareil est prévu pour être le remplaçant du Canon EOS 500N. Ce fut un succès pour Canon, s'étant particulièrement bien vendu et ayant dominé son secteur du marché jusqu'à son remplacement par le EOS 300V (Rebel Ti, Kiss 5),.
Le Canon EOS 300 a gagné le prix de l’European Imaging and Sound Association en 1999-2000.
Comme d'autres reflex de son époque, l’EOS 300 utilise un viseur à pentamiroir au lieu d’un pentaprisme, et est conçu autour d'un châssis en polycarbonate.
Les capacités de l’autofocus sont identiques à celles du Canon EOS 30, pourtant d’un prix bien plus élevé, avec six senseurs CMOS en ligne, entourant un senseur central de type croix.
C'est un boîtier argentique de format 35 mm
- Type d'objectif : EF
- Points de focus : 7
- Photos par seconde maximum : 1,5

L’EOS 300 ne doit pas être confondu avec le Canon EOS 300D (EOS Digital Rebel en Amérique ou EOS Kiss Digital au Japon), un reflex numérique d’entrée de gamme datant de 2003.